# 弗拉姆峰
68°4′S 58°27′E / 68.067°S 58.450°E
弗拉姆峰，是南極洲的山峰，位於肯普地，屬於漢森山脈的一部分，挪威製圖師根據該國拍攝的空中照片繪入地圖，現時由南極條約體系管理。